# أليكسي بوراجو
أليكسي بوراجو هو مخرج روسي، ولد في 12 مايو 1955 في سانت بطرسبرغ في روسيا.